# New Hampshire Colony

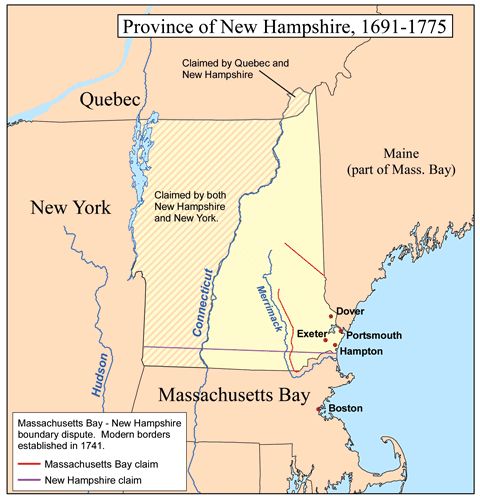
Eine Karte der Provinz New Hampshire

Die New Hampshire Colony, der heutige US-Bundesstaat New Hampshire, war das Ergebnis mehrerer englischer Landschenkungen zwischen 1623 und 1680. Die meiste Zeit ihrer Geschichte wurde die Kolonie von dem in der Massachusetts Bay Colony gelegenen Boston aus regiert.

## Geschichte
Die ersten Ansiedlungen der Kolonie fanden in Little Harbor, Dover, Portsmouth und Exeter statt. Die Siedlung in Exeter wurde 1638 von John Wheelwright gegründet, einem Anhänger von Anne Hutchinson, die von ihren puritanischen Glaubensgenossen aus der Provinz Massachusetts Bay verbannt worden war. John Wheelwright wurde von John Mason gesandt, der Siedler dazu bringen wollte, eine Fischerkolonie zu gründen. Diese Städte vereinbarten 1639 ihre Vereinigung und 1641 ihren Anschluss an die Kolonie Massachusetts.
Am 1. Januar 1680 wurde New Hampshire von der Kolonie Massachusetts getrennt und wurde eine königliche Kolonie mit einer eigenen Regierung. Es wurde 1688 wieder mit Massachusetts vereint und zuletzt 1691 wieder abgetrennt, als es die königliche „Provinz New Hampshire“ wurde. Der Name stammt wahrscheinlich von der südenglischen Grafschaft Hampshire.
Obgleich New Hampshire bis 1741 keinen eigenen Kolonialgouverneur hatte, diente 1631 Captain Thomas Wiggin als erster Gouverneur der Provinz der Upper Plantations von New Hampshire, das heutige Dover, Durham und Stratham umfassend, die letztlich die königliche Provinz New Hampshire wurde. Die Provinz ging 1776 in den heutigen US-Bundesstaat New Hampshire über.
Das umstrittene Territorium der New-Hampshire-Schenkungen (New Hampshire beanspruchte es, aber ein Richter sprach es New York zu) wurde später zum US-Bundesstaat Vermont.